# MakuluLinux
MakuluLinux (gesprochen: „Ma-Kuh-Luh“), ist eine ehemals auf Debian, nun auf Ubuntu basierende Linux-Distribution.
Es gibt die vier Editionen namens „LinDoz“, „Flash“, „Shift“ und „Core“. Eines der Hauptmerkmale der ersten aufgezählten Edition ist die Ähnlichkeit der WIMP-Elemente zu Windows. Das Motto dieses Projekts lautet „A Whole World of Possibilities“. Das Logo von MakuluLinux ziert ein Nilpferd. MakuluLinux wurde von Jacque Montague Raymer begründet. Ursprünglich war MakuluLinux in Afrika beheimatet, wird aber nun in Vietnam weiterentwickelt.

## Prinzip
MakuluLinux setzt auf Andersartigkeit gegenüber anderen Linux-Derivaten. Dies zeigt sich unter anderem in der Projektplanung. So verzichte man auf eine starre Roadmap, sondern versucht eine gewisse Flexibilität aufrechtzuerhalten. Eine ISO-Datei lässt sich unter anderem von Sourceforge herunterladen.

## Editionen
- LinDoz: LinDoz bietet als wesentliches Merkmal eine optische Anlehnung an Windows[2][7]
- Core: Core bietet eine dockbasierte Edition mit einem zweifachen Dock und dreifachem Menü. Ein Fokus liegt auf der Einbettung von 3D-Elementen.
- Flash: Flash ist ähnlich zu GNOME 2, klassisch und simpel gehalten. Auch hier finden sich 3D-Elemente
- Shift: Shift ist für mobile Endgeräte wie Tablets gedacht. Die Anpassbarkeit der Designs und die Touchfunktion machen diese Edition aus. Es existieren Pläne, dass diese Ausgabe die anderen bald ersetzen soll.

## Features
Ein wesentliches Merkmal der „LinDoz“-Edition ist die bereits vorzufindende Ausstattung in der Complete Build. Hier sind Programme des täglichen Bedarfs wie Office-Programme oder Gaming-Software wie Steam vorinstalliert. Alternativ kann man die Barebone-Variante benutzen, die auf diese Programme verzichtet. Bei intensiverer Auseinandersetzung mit dem Betriebssystem lassen sich unter anderem auch Eastereggs finden, wie die Entwickler auf ihrer Webseite verlautbaren lassen.

## Ähnlichkeit zu Windows

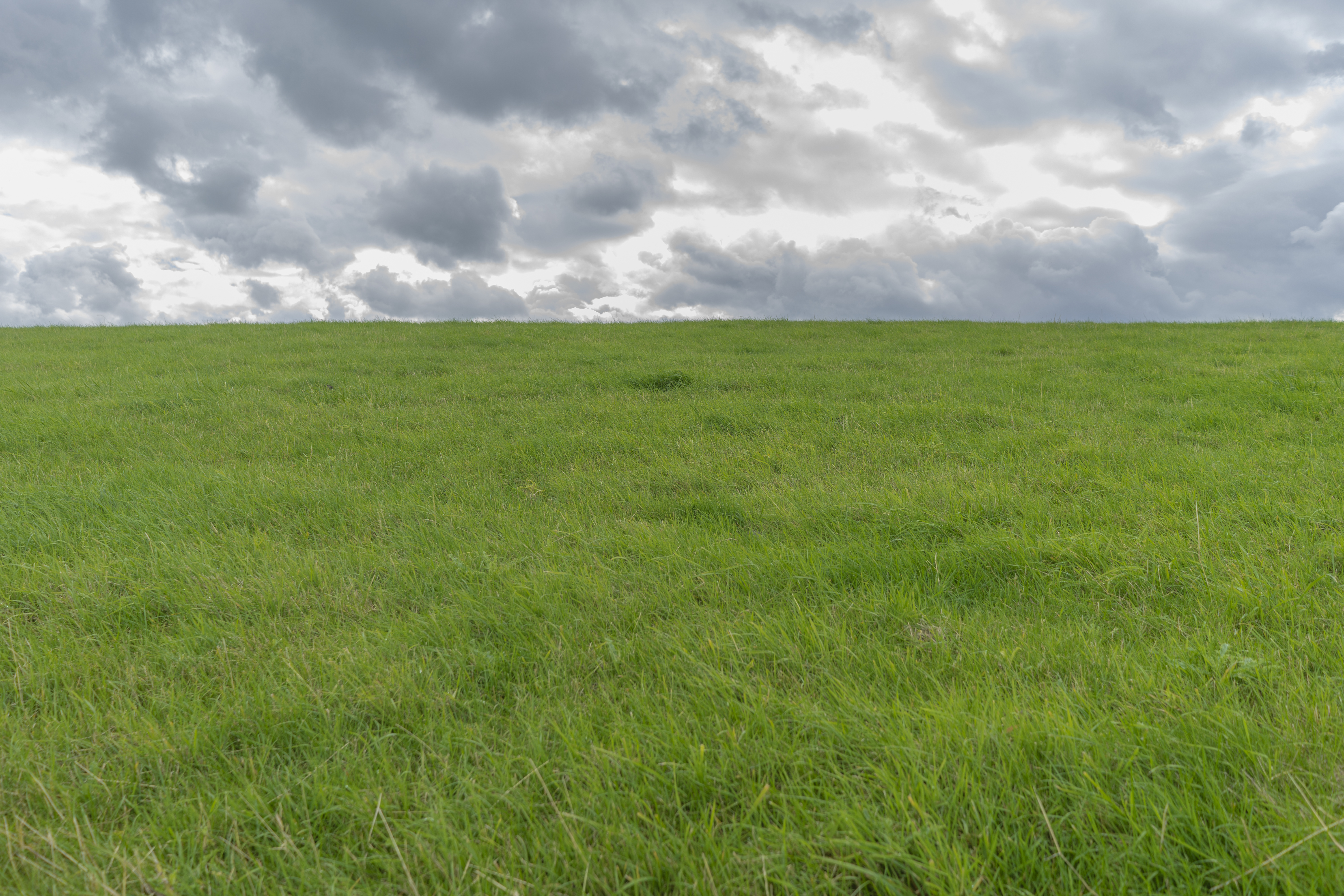
Ähnliches Bild des Standardhintergrundbilds von Windows XP: Wiese und Himmel

Ein Merkmal von MakuluLinux LinDoz ist die Ähnlichkeit zu Windows. So sieht man eine Anspielung auf Bliss als Desktophintergrund. Das Design der Fenster erinnert an das von Windows 7, wobei in der rechten oberen Ecke die klassischen Bedienelemente „Minimieren“, „Maximieren“ und „Schließen“ zu finden sind.

## Wortherkunft
Makulu ist ein Wort aus der Zulu-Sprache, das so viel bedeutet wie „Figur von Autorität“ bzw. groß und eindrucksvoll. Der Name wurde gewählt, weil sich das zuständige Team als „exotisch“ und „grenzenüberschreitend“ und „oft das Unerwartete machend“ ansieht.

## Rezeption
Martin Gerhard Loschwitz meint bei Heise.de, dass die LinDoz Version ein „gelungenes Mimikry mit klaren Grenzen“ von Windows sei. Die LinDoz-Edition von MakuluLinux würde ein stabiles System darstellen, das „Windows in vielerlei Hinsicht nachahmt“. Die Distribution würde „insgesamt einen guten Ansatz für Umsteigewillige“ darstellen, und „den Wechsel von Windows zu Linux erleichtern“. Zur gleichen Version äußert sich Sven Bauduin bei ComputerBase, dass diese Distribution aus Vietnam auf Windows-Umsteiger abzielt. Die Laufzeitumgebung Wine solle dabei „die Migration von Windows auf Linux für Ein- und Umsteiger deutlich erleichtern.“
Jack Wallen meint bei TechRepublic, dass Makulu LinDoz Linux erfolgreich Windows ähnle.
Schon 2014 meinte J.A. Watson, dass die Distribution Makulu Linux 6 MATE für XP-Benutzer ein guter Einstieg bei Linux sei. Wenig später lobte er auch die Distribution Makulu Linux 6.0 KDE als „Guaranteed to make you smile“. Liane M. Dubowy meinte 2016 bei Heise, dass es sich bei MakuluLinux 10 Xfce um eine Einsteigerdistribution mit reicher Ausstattung handle. Sie merkte an, dass für Einsteiger das System ohne Umwege zu nutzen sei und viele Codecs zum Abspielen von Multimedia-Inhalten bereits vorinstalliert sind. In der c’t 5/2016 wurde berichtet, dass die Distribution „üppig mit Paketquellen ausgestattet“ sei und schon viele Programme vorinstalliert seien.